# Iberer

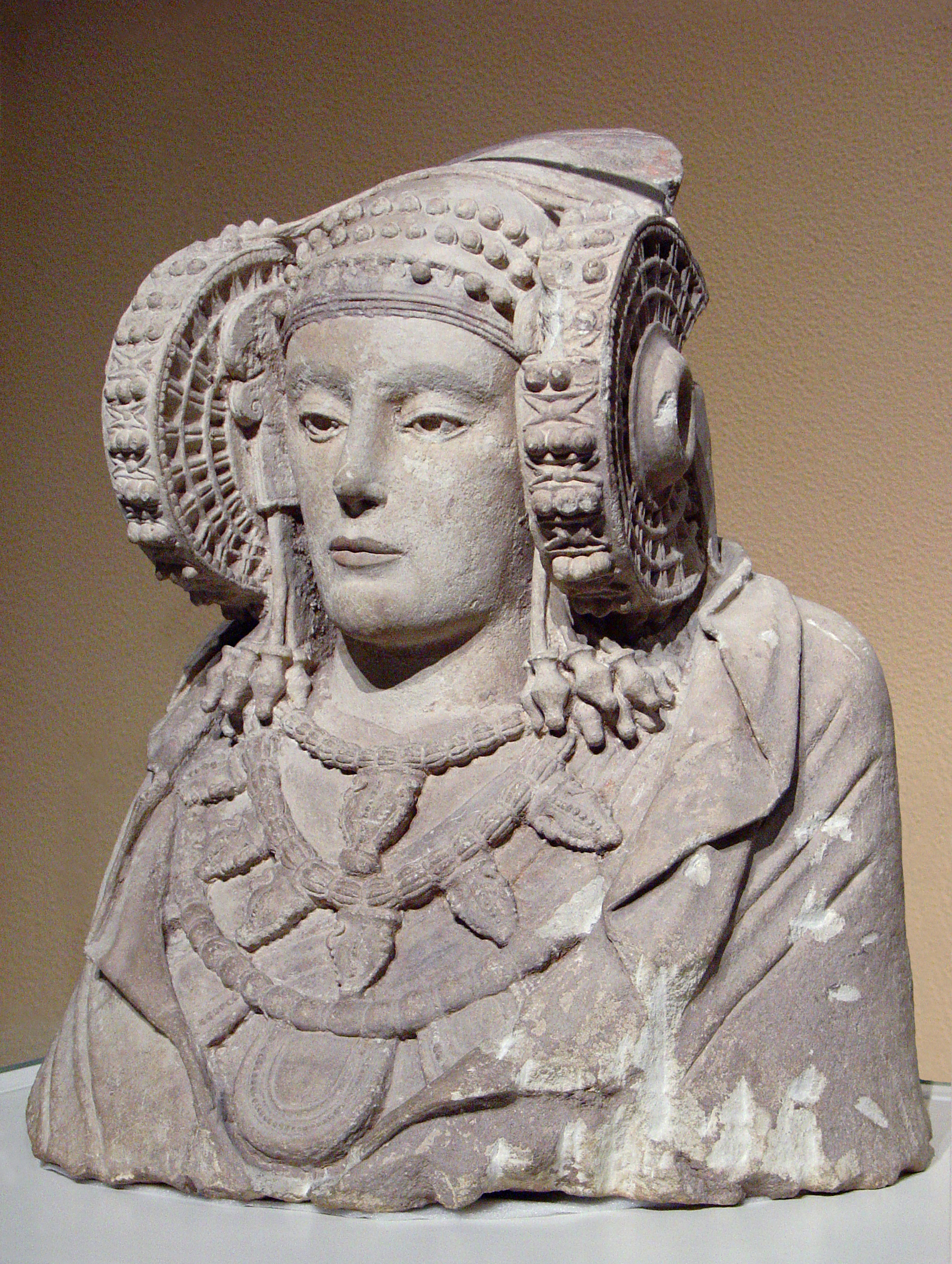
Alt-iberische Büste: Dama de Elche

Die Iberer ist ein Überbegriff antiker Autoren für diverse ethnische Gruppen, die in ur- und frühgeschichtlicher Zeit die Iberische Halbinsel, zeitweise auch Gebiete außerhalb derselben, bewohnten.

## Geschichte

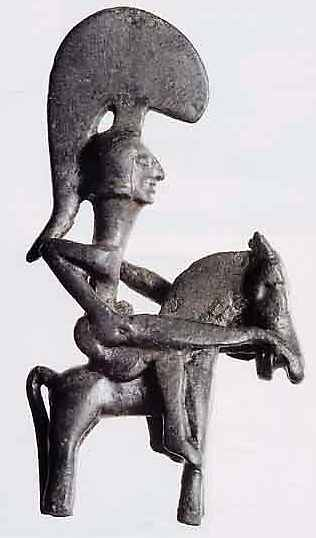
Iberischer Ritter von Moixent, in Valencia

Rekonstruierte Sprachräume um 300 v. Chr.

Die Iberer waren ein vorindogermanisches, möglicherweise aus Nordafrika stammendes Volk und vorrömische Bewohner des Ostens und Südens der Iberischen Halbinsel, darunter des heutigen Kataloniens. Das älteste Datum stammt aus dem 6. Jahrhundert v. Chr. und die letzten sind um das 1. Jahrhundert n. Chr. datiert. Die Iberer lebten zunächst in geschlossenen Stammesgemeinschaften. Sie betrieben Ackerbau und hatten Kenntnisse und Fertigkeiten in der Metallverarbeitung, einschließlich der Verarbeitung von Bronze. In späteren Jahren entwickelten die Iberer eine vielschichtige Kultur mit verstädterten Siedlungen (über 30 dieser poblados sind untersucht) und gesellschaftlicher Schichtung.
Die Phönizier errichteten im 8. Jahrhundert v. Chr. mit Gadir oder Gades (heute Cádiz) einen ihrer bedeutendsten Handelsstützpunkte auf der Iberischen Halbinsel und nahmen mit den Iberern wahrscheinlich zu diesem Zeitpunkt oder wenig später Verbindung auf. Griechische Kolonisatoren gaben im 6. Jahrhundert v. Chr. die ersten historischen Hinweise auf die Iberer. Die Griechen titulierten auch einen anderen Volksstamm als Iberer, die kaukasischen Iberer. Der Grund für diese Namensgleichheit ist unbekannt.
Die Iberer bauten mit den Phöniziern und Griechen Handelskontakte auf, bei denen das auf der Iberischen Halbinsel vorkommende Silber ein begehrtes Produkt war. Diese bis ins 5. vorchristliche Jahrhundert reichende Periode des Handels stellt gleichzeitig die Blütezeit der iberischen Kultur dar. Aus den vorwiegend südspanischen Kerngebieten breiteten sich die Iberer nach Nordosten aus, bis in das heutige Südfrankreich (oppida von Ullastret und Ensérune). Die iberische Kultur ist durch zahlreiche archäologische Funde nachgewiesen (siehe etwa die Ausstellung in der Kunst- und Ausstellungshalle der Bundesrepublik Deutschland). Die iberischen Fundstellen in Katalonien wie der Puig de Castellet bei Lloret de Mar sind in der Ruta dels Ibers zusammengeschlossen, die vom Museu d’Arqueologia de Catalunya organisiert wird.

## Besiedlung

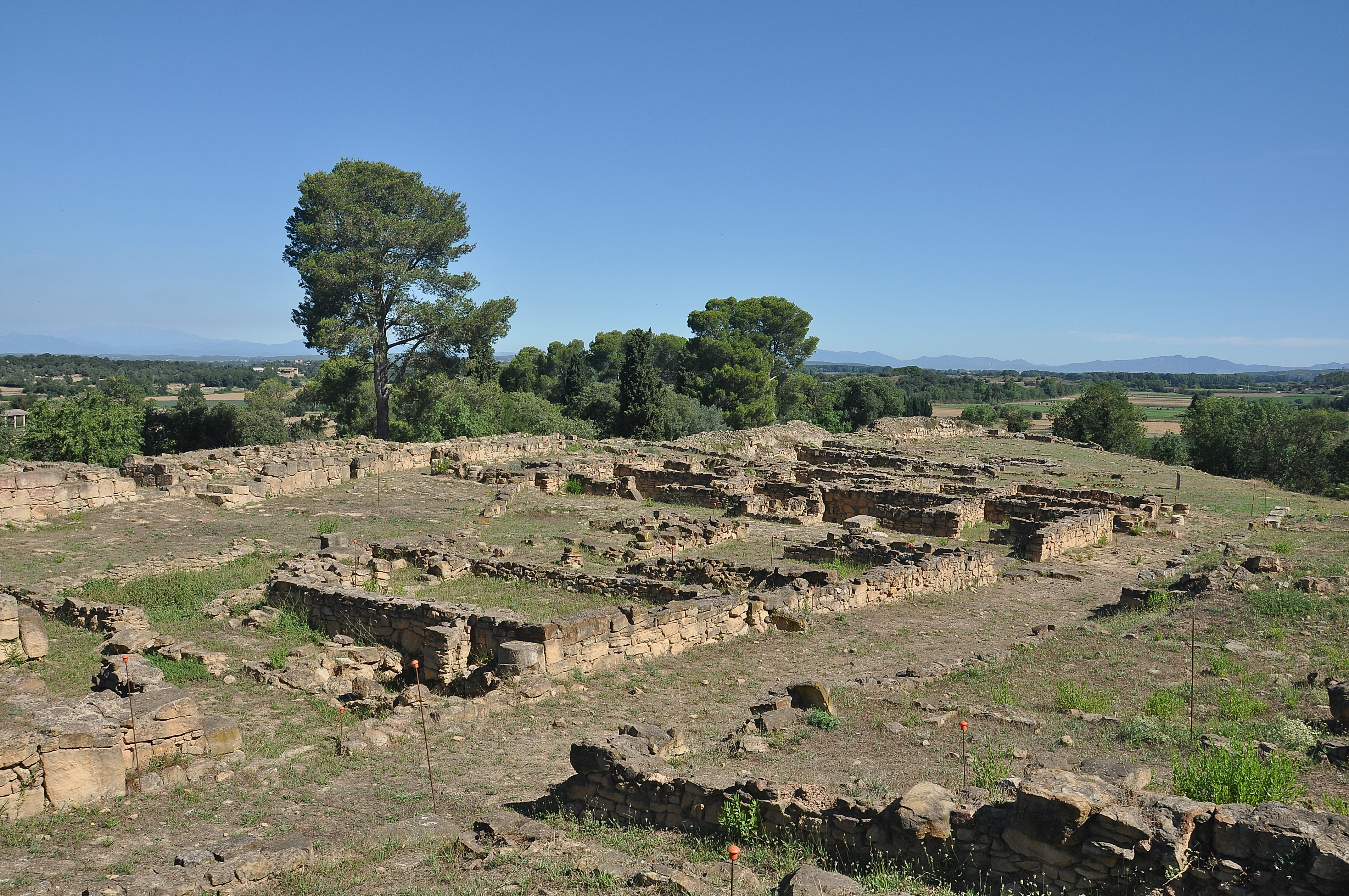
Ruinen der iberischen Stadt Ullastret.

Viele Iberer lebten in großen Städten, die fast immer von Verteidigungswerken umgeben waren. Sie konnten bis zu 15 ha Fläche erreichen. In die Felsen wurden oft siloartige Behältnisse gehauen, um darin landwirtschaftliche Erträge zu speichern. Heilige Bereiche fanden sich oft auf der höchstgelegenen Stelle einer Stadt, einer Art Akropolis. Aus ihnen stammen Votivfiguren aus Terracotta und Büsten wie die Dama de Elche. Bekannte Städte sind zum Beispiel Puente Tablas im Süden und Ullastret im Norden. In den Nekropolen der Städten wurde eine stark hierarchisierte Gesellschaft abgebildet, mit Monumentalskulpturen und Mausoleen für eine reiche Minderheit.
Im südlichen Gebiet fanden sich fast nur große oder mittlere Städte. Die nördliche Ausbreitung in Katalonien hingegen ist charakterisiert durch ein ausgedehntes Netz an Bauernhöfen und kleinen Weilern sowie befestigten Oppida. Am Meer gab es wohl ein Netz kleiner Hafenstädte, in denen auch ein gewisser Reichtum fassbar wird.

## Äußere Einflüsse
Die Ligurer siedelten vor allem nördlich der Pyrenäen, aber auch im Osten der Iberischen Halbinsel. Im 5. und 4. vorchristlichen Jahrhundert wanderten Kelten nach Westen und verdrängten die Ligurer. Die Kultur der Kelten herrschte dann im Norden und Westen der Halbinsel vor, während die Iberer den Süden hielten. Die Iberer im heutigen Spanien bewahrten ihre Eigenständigkeit oder vermischten sich mit den Kelten zu den Keltiberern. Aus dieser Zeit stammen die Stammeseinteilungen in Keltiberer, Lusitaner (heutiges Portugal), Asturer und Kantabrer (Nord-West-Spanien) sowie Turdetaner (bei Tartessos).
Die Iberer und die Keltiberer trieben intensiven Handel mit anderen mittelländischen Kulturen. Iberische Keramik wurde in Frankreich, in Italien und in Nordafrika gefunden. Iberer hatten ebenfalls einen intensiven Kontakt mit den griechischen Kolonisatoren, welche ihre kulturellen Fähigkeiten mit ihnen teilten. Die Iberer haben möglicherweise einige künstlerische Fähigkeiten der Griechen übernommen.
Zur Zeit der Punischen Kriege gerieten die Iberer ins Blickfeld der überlieferten Geschichte. Zwischen dem ersten und dem zweiten Punischen Krieg kamen sie für kurze Zeit unter die Herrschaft der Karthager. Beide Volksgruppen stellten auch Truppen für Hannibals Heer. Anschließend wurden sie vom römischen Reich militärisch bedrängt und letztendlich besetzt. Die folgende Romanisierung bedeutete das Ende einer eigenständigen Kultur oder Politik.
Nach dem Untergang des Römischen Reiches endete die Epoche der Iberer endgültig mit dem Einfall der Vandalen (406), der Westgoten (415) und schließlich der Mauren (712).

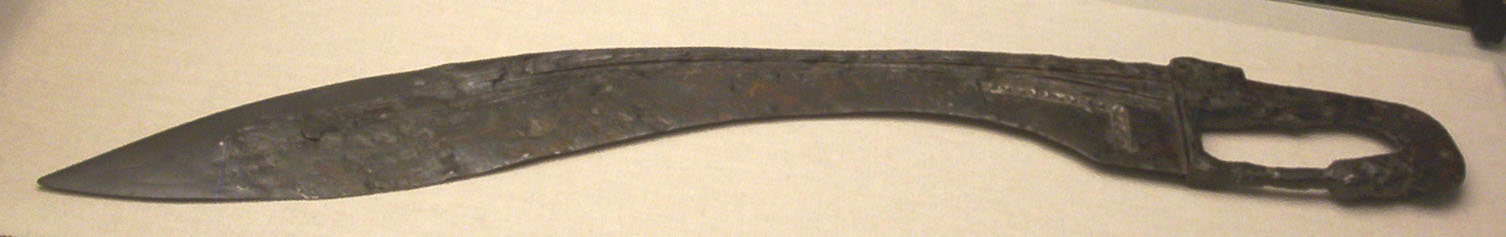
Iberische Falcata (Krummschwert)

## Sprache und Schrift
Die Iberische Sprache gehört wahrscheinlich zum Kreis der altmediterranen Sprachen. Die Hypothese einer Verwandtschaft mit dem Baskischen (einschließlich des Aquitanischen) wird inzwischen weitgehend abgelehnt. Die Vermutung, das Iberische habe als Ausgangssprache für das moderne Baskische gedient, ging zurück auf Manuel Larramendis La antigüedad y universalidad del Bascuenze (1728) und Wilhelm von Humboldts Prüfung der Ursachen über die Urbewohner Hispaniens vermittelst der Vaskischen Sprache (1821). Jedoch bot das Baskische keinerlei Hilfe bei der Entschlüsselung iberischer Texte.
Die Laute der iberischen Schrift sind bekannt, allerdings nicht ihre Bedeutung. Iberische Texte wurden aus der Zeit zwischen dem 5. und dem 1. Jahrhundert v. Chr. gefunden, vor allem Weih- und Grabinschriften, die mehrheitlich aus Andalusien stammen. Zur Aufzeichnung des Iberischen wurden vier Schriftsysteme eingesetzt: Die nordostiberische Schrift, die der südlusitanischen, der südostiberischen und der keltiberischen Schrift eng verwandt ist, ist ein Mischsystem von Buchstaben- und Silbenzeichen; ein Einfluss der kyprischen Silbenschrift wird deshalb diskutiert. Im Gebiet der heutigen Provinzen Murcia und Alicante wurde zur Aufzeichnung des Iberischen außerdem das gräko-iberische Alphabet verwendet.

## Herkunft

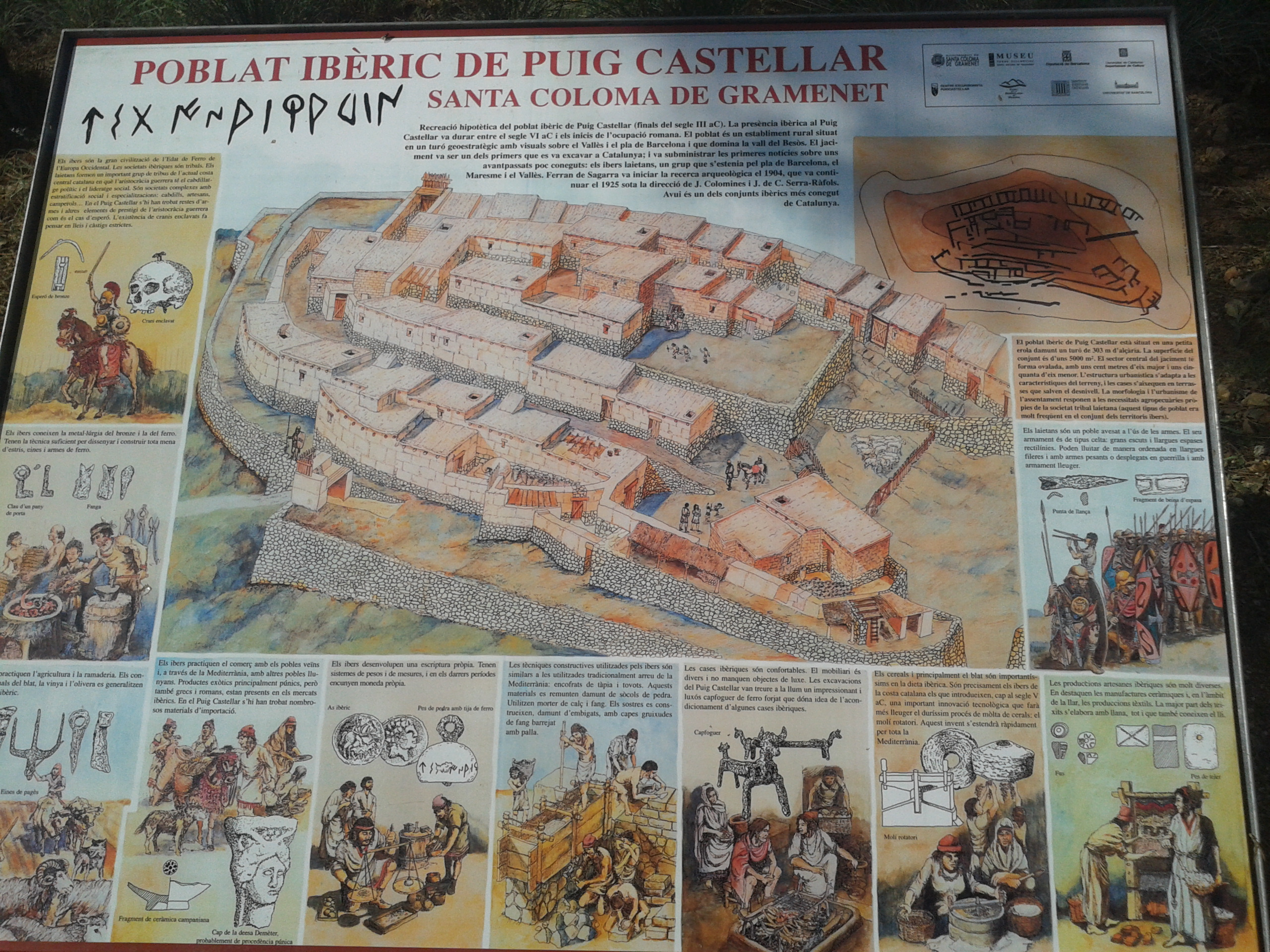
Siedlung Puig Castellar bei Barcelona

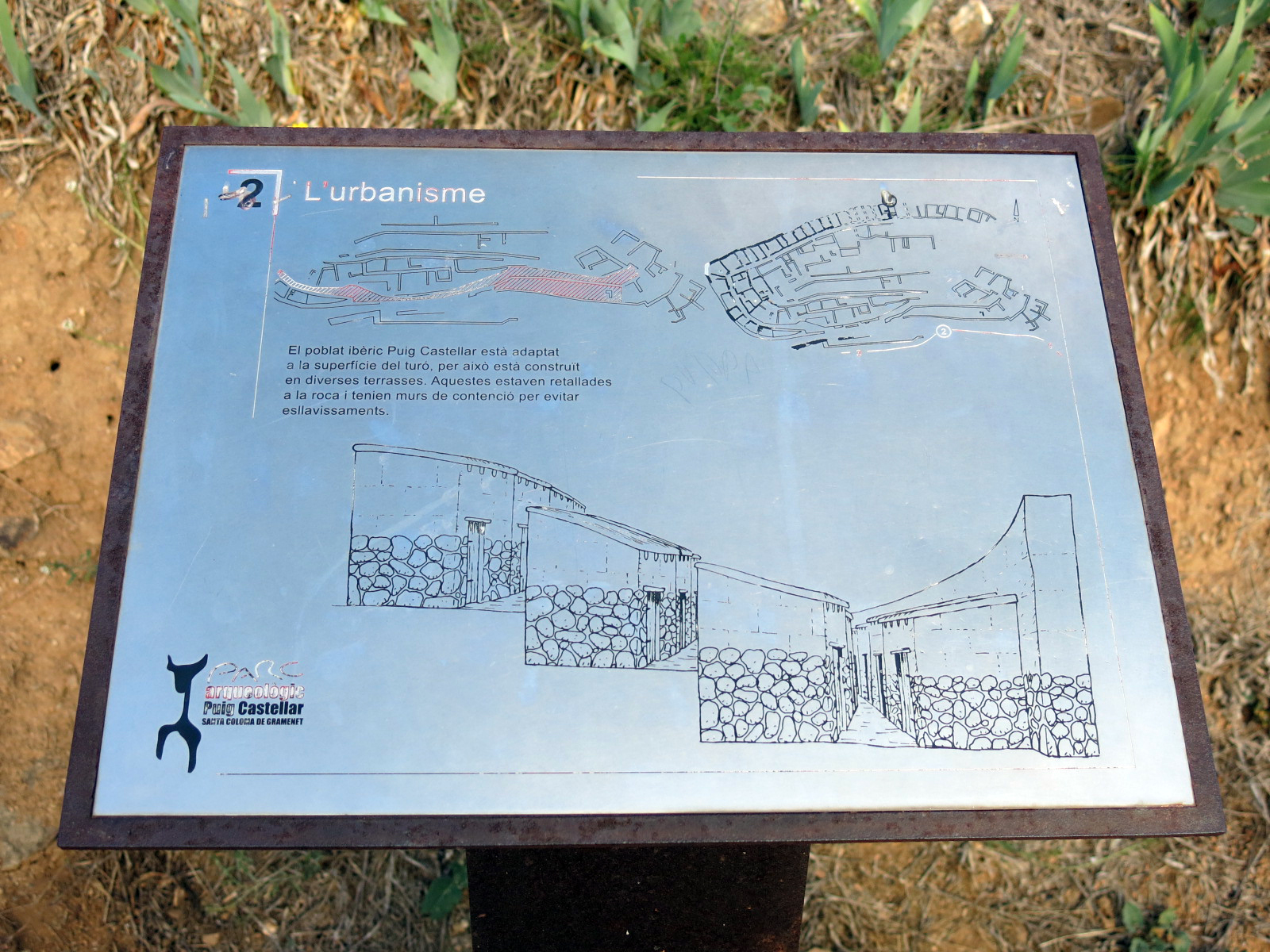
Puig Castellar

Zum Ursprung der Iberer gibt es eine Reihe von Vermutungen, die auch in der Vergangenheit für politische Zwecke genutzt wurden. Zum Beispiel wurde in der Diktatur, die bis zur Niederlage Deutschlands gute Beziehung mit letzterem Land führte, der vermeintlich keltische Ursprung der Iberer hervorgehoben. 1946 publizierte Martínez Santa-Olalla gar eine Schrift, die die Iberer als Teil eines großen, „pankeltischen“ Volkes ansah. Die Betonung des Vielvölkertums der Iberer kann man auch als Reaktion auf die Unabhängigkeitsbestrebungen diverser spanischen Kommunen sehen.
In den 1930er Jahren beschrieb der Archäologe Pere Bosch Gimpera, der Ursprung der iberischen Kultur läge in einer Migrationsbewegung aus Nordafrika heraus. Diese hätte um das 6. oder 5. Jahrhundert herum die iberische Halbinsel erreicht. Dieser Ansicht sind heute noch Archäologen. Er war überzeugt davon, dass es sich bei den vorrömischen Kulturen trotz verschiedener nachfolgender Migrationsbewegungen um die Vorfahren des modernen pluralen Spaniens handelt.
Eine genetische Studie aus dem Jahr 2019 hat 271 antike Individuen beprobt, von denen einige auch in die Periode des 5. Jahrhunderts v. Chr. bis ins 6. Jahrhundert n. Chr. fallen. Sie finden keinen sonderlich großen Einfluss von nordafrikanischen Populationen, sondern eine nahe Verwandtschaft mit lokalen eisenzeitlichen Populationen auf der einen und Populationen aus der ägäischen Region auf der anderen Seite. In der iberischen Stadt Ullastret hätten Leute beider Populationen nahe beieinander gelebt.
1911 wurden in der Encyclopaedia Britannica eine damals aktuelle Forschungsmeinung beschrieben, aufgrund von linguistischen, anthropologischen und archäologischen Merkmalen habe eine „iberische“ Kultur existiert, die ganz Europa umfasst habe. Manche betrachten sie als Teil der Ureinwohner Europas und als Schöpfer und Erben einer großen megalithischen Kultur in diesem Gebiet. Für diese Theorie sprechen ebenfalls genetische Befunde. Demnach bestehen engere Beziehungen zu denjenigen Volksstämmen, welche von den Kelten im ersten Jahrtausend vor Christus im Irland, Großbritannien und Frankreich unterworfen wurden. Der belgische Archäologe Louis Siret (1860–1934) setzte zu Beginn des 20. Jahrhunderts die Produzenten neolithischer Funde in Südostspanien mit den Iberern gleich, wobei er sich vermutlich auf die Angaben Varros stützte.
Die in Jerusalem ansässige orthodoxe jüdische Organisation Brit-Am glaubt beweisen zu können, dass der Begriff „Iberer“ etymologisch auf „Hebräer“ zurückgeht, was auf eine genetische Abkunft der Volksgruppe von den verlorenen Stämmen Israels schließen ließe.

## Kunst
Die künstlerischen Hinterlassenschaften der Iberer bestehen in der Hauptsache aus Skulpturen. Man glaubt, dass Statuen wie die Dama de Elche, die Dama de Guardamar oder die Dama de Baza durch iberische Künstler mit recht hoher (wahrscheinlich griechischer) Ausbildung in Bildhauerei und Ästhetik geschaffen wurden. Die wesentlichen Artefakte der iberischen Kunst finden sich im Museo Arqueológico Nacional de España in Madrid, im Museo Internacional de Arte Íbero in Jaén, im Museo Arqueológico y Etnológico de Córdoba und im Museo de Albacete.